# Cerodontha flavohalterata
Cerodontha flavohalterata este o specie de muște din genul Cerodontha, familia Agromyzidae, descrisă de Ipe în anul 1971. Conform Catalogue of Life specia Cerodontha flavohalterata nu are subspecii cunoscute.